# Antônio José Sá Nascimento
Antônio José Sá Nascimento (Vitória da Conquista, 24 de maio de 1939) é um advogado e político brasileiro.

## Biografia
Iniciou a vida profissional como técnico em contabilidade, em 1959. Foi presidente da Associação Comercial e Industrial de Vitória da Conquista entre 1968 e 1971. Formou-se em Direito pelo Centro de Ensino Unificado de Brasília (CEUB), da Faculdade de Direito do Distrito Federal, em 1978, atuando depois como advogado de empresas como o Banorte e o Banerj.
Seu primeiro mandato como político foi de vereador de Vitória da Conquista, cargo para o qual se elegeu pelo Movimento Democrático Brasileiro (MDB), para o mandato 1967-1971. Pelo mesmo partido, foi deputado estadual (1971-1975), tendo sido vice-líder da bancada.
No MDB, integrava o grupo chamado de "autêntico", enfrentando por isso as represálias dos "adesistas". Mesmo assim, nas eleições de 1974, conquistou o cargo de deputado federal. Foi o menos votado entre os deputados eleitos pela Bahia, recebendo um total de 20.094 votos.